# Stefan-Fadinger-Museum

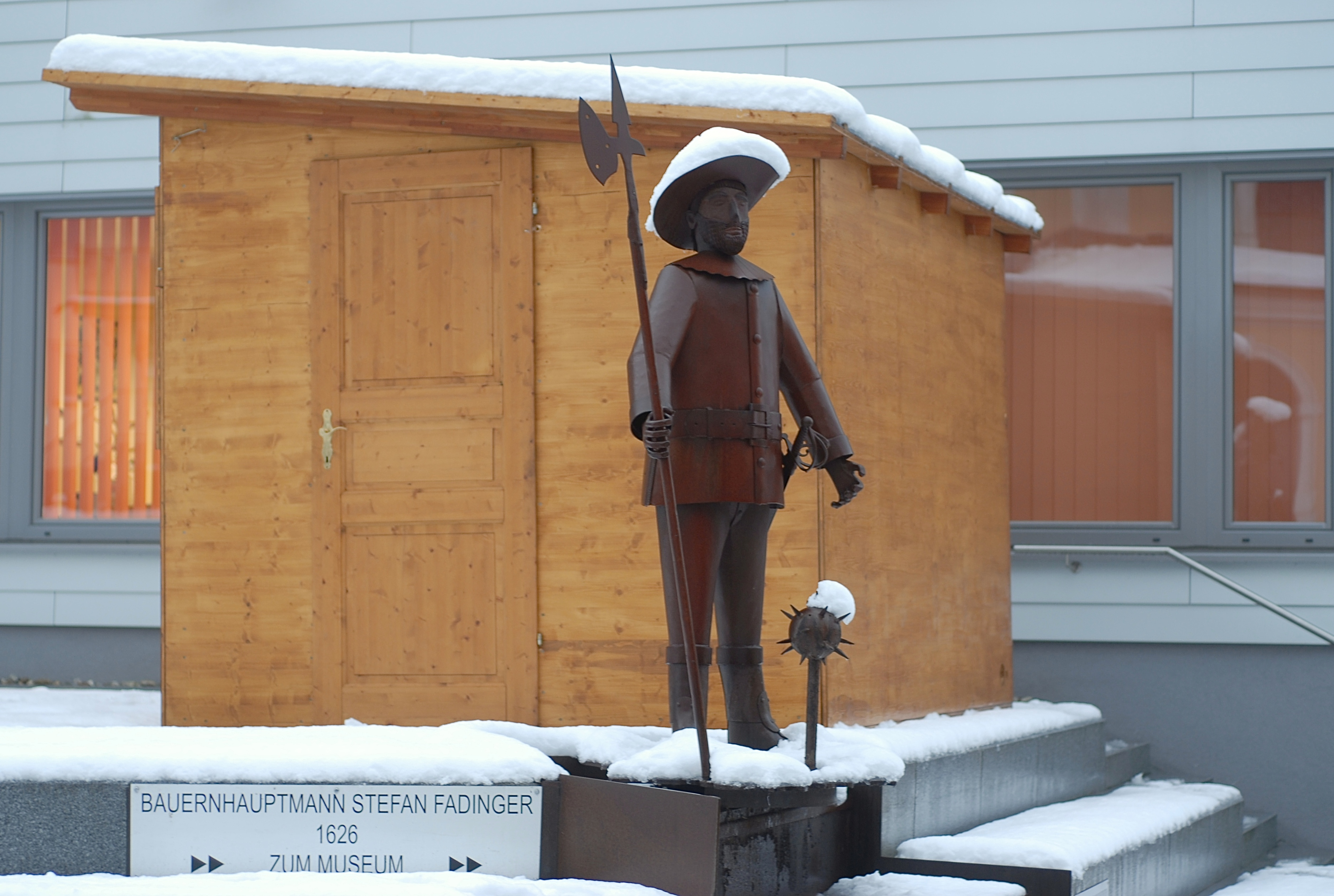
Stefan-Fadinger-Denkmal vor dem Gemeindezentrum St. Agatha, 2011

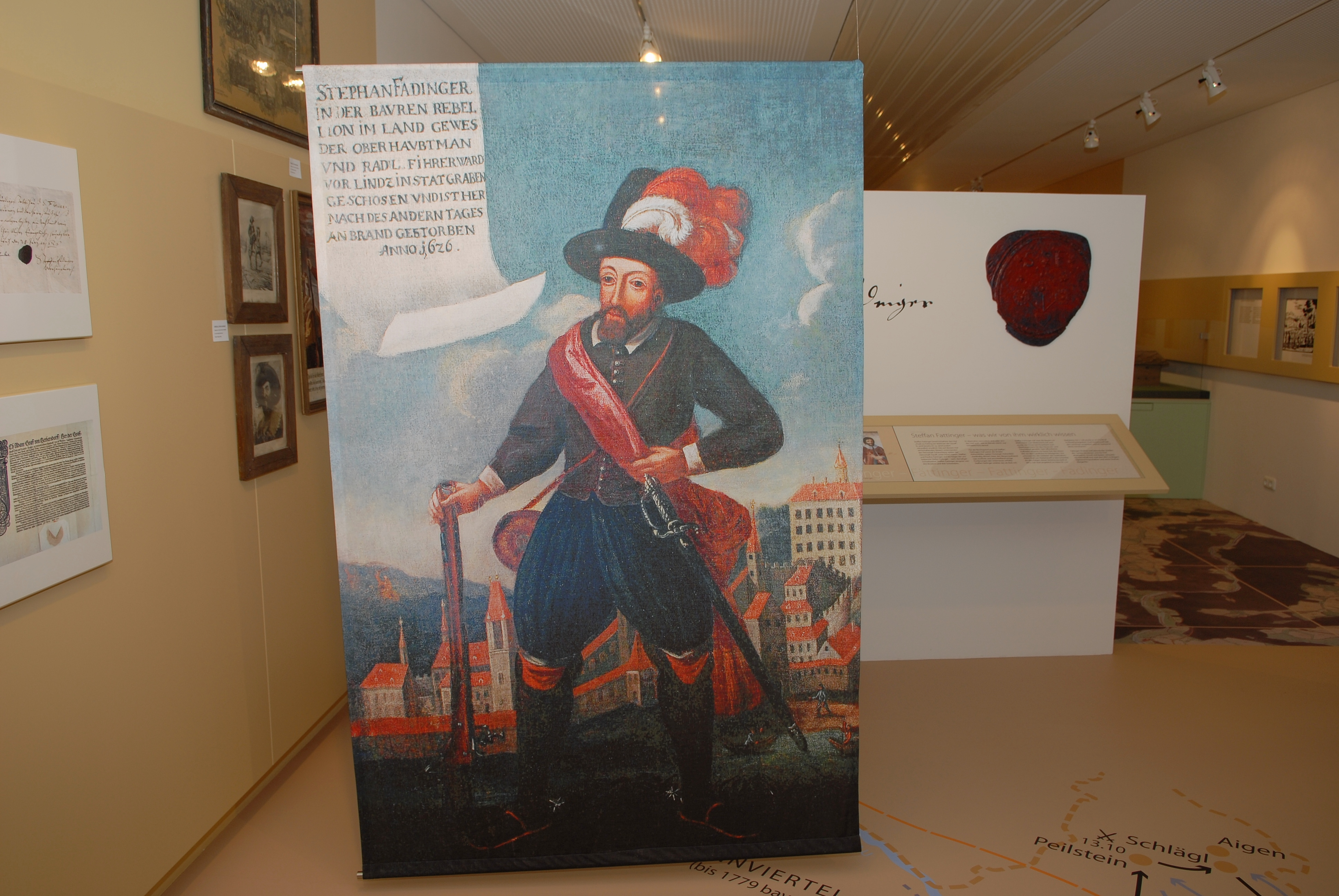
Das Stefan-Fadinger-Museum im Gemeindezentrum St. Agatha, 2011

Das Stefan-Fadinger-Museum ist ein Museum in St. Agatha in Oberösterreich, das sich in erster Linie Stefan Fadinger, dem bekanntesten Anführer des Oberösterreichischen Bauernkrieges von 1626 widmet. Ein Teilbereich des Museums thematisiert die Geschichte des Obristhauptmannes Christoph Zeller im Zusammenhang mit den Ereignissen rund um den Bauernkrieg.

## Geschichte
Weil Stefan Fadinger in der Ortschaft Parz, im heutigen Gemeindegebiet von St. Agatha, einen stattlichen Hof besessen hatte, beschloss die Gemeindevertretung von St. Agatha, dem prominenten Sohn der Gemeinde ein Museum zu widmen. Wesentliche Impulse zur Museumsgründung waren von dem im Jahr 2006 gegründeten Museumsverein Stefan Fadinger ausgegangen.
Die Realisierung des Museumsprojekts erfolgte im Zuge des Neubaus des Gemeindezentrums von St. Agatha. Am 24. Mai 2009 wurde gemeinsam mit dem neuen Gemeindezentrum das in seinem Untergeschoß untergebrachte Stefan-Fadinger-Museum eröffnet. Als Hinweis auf das Museum wurde vor dem Gemeindezentrum eine lebensgroße eiserne Skulptur des Bauerkriegsanführers Stefan Fadinger aufgestellt. Die Figur wurde gemeinsam von drei Künstlern des Ortes geschaffen: Ludwig Eichinger, Alois Hintringer und Benjamin Fattinger.
In dem im Jahr 2009 eröffneten Museum kulminiert die von alters her in St. Agatha bestehende Gedenkkultur rund um die Person Stefan Fadingers. In der Umgebung des Ortes befindet sich ein Bauernkriegsdenkmal beim Stefan-Fadinger-Hof mit der Fadingerlinde und der Fadingerkapelle sowie eine Skulpturengruppe von vier Bauernkriegern auf dem Platz vor der örtlichen Raiffeisenbank. Im Jahr 1974 war die „Stefan-Fadinger-Bauerngruppe St. Agatha“ gegründet worden. 1976 wurde von einer Laienspielgruppe aus St. Agatha für die landesweiten 350-Jahr-Gedenkfeiern das Bauernkriegsspiel „So wolle Gott uns gnädig sein“ (mit der Hauptfigur Stefan Fadinger)  aufgeführt. In den Jahren 1981, 1990, 2000, 2004, 2008, 2010 und 2014 folgten in St. Agatha Wiederholungen dieser Aufführung. Ab 1990 gab es in St. Agatha im Stefan-Fadinger-Hof eine kleine Ausstellung über die Bauernkriegszeit. Anlässlich des 380-jährigen Gedenkens „OÖ. Bauernkriege 1626 in St. Agatha“ im Jahr 2006 wurde eine Gedenkmedaille mit dem Konterfei Stefan Fadingers geprägt.

## Das Museum
Das Museum beleuchtet in erster Linie das Leben Stefan Fadingers und den Alltag im 17. Jahrhundert zur Zeit des Oberösterreichischen Bauernkrieges. Ein Bereich des Museums ist dem Schwager Stefan Fadingers, Christoph Zeller, gewidmet, der aus Haibach ob der Donau stammend eine Taverne in St. Agatha bewirtschaftete und als Obristhauptmann ebenfalls Mitstreiter Fadingers an der Seite der aufständischen Bauern war. In besonderem Maße widmet sich das Stefan-Fadinger-Museum der Gedenkkultur rund um die Person von Stefan Fadinger, wobei auch überregionale Exempel, etwa Straßen- und Platzbenennungen in verschiedenen Städten und Ortschaften, dokumentiert sind. Ein Film, der die geschichtlichen Daten des Bauernkrieges präsentiert, Hörstationen und moderne Museumstechnik bieten ein zeitgemäßes Museumserlebnis. Das Museum beherbergt auch eine kleine Bibliothek zu seinem Gegenstandsbereich.